# Bulbophyllum cardiophyllum
Bulbophyllum cardiophyllum là một loài phong lan thuộc chi Bulbophyllum.